# Sojuz TM-27
La Sojuz TM-27 è stata una missione diretta verso la stazione spaziale russa Mir.

## Equipaggio
| Ruolo                  | Equipaggio al lancio                           | Equipaggio all'atterraggio                     |
| ---------------------- | ---------------------------------------------- | ---------------------------------------------- |
| Comandante             | Talğat Musabaev, Roscosmos Mir 25 Secondo volo | Talğat Musabaev, Roscosmos Mir 25 Secondo volo |
| Ingegnere di volo      | Nikolaj Budarin, Roscosmos Mir 25 Secondo volo | Nikolaj Budarin, Roscosmos Mir 25 Secondo volo |
| Cosmonauta ricercatore | Léopold Eyharts, CNES Primo volo               | Jurij Baturin, Roscosmos Primo volo            |

### Equipaggio di riserva
| Ruolo                  | Equipaggio                  | Equipaggio                  |
| ---------------------- | --------------------------- | --------------------------- |
| Comandante             | Viktor Afanas'ev, Roscosmos | Viktor Afanas'ev, Roscosmos |
| Ingegnere di volo      | Sergej Treščëv, Roscosmos   | Sergej Treščëv, Roscosmos   |
| Cosmonauta ricercatore | Jean-Pierre Haigneré, CNES  | Jean-Pierre Haigneré, CNES  |